# Fleur Maxwell
Pour les articles homonymes, voir Maxwell.
Fleur Maxwell, née le 5 août 1988 à Dudelange dans le Grand-duché de Luxembourg, est une patineuse artistique luxembourgeoise.

## Biographie

### Carrière sportive
Fleur Maxwell commence à patiner à l'âge de neuf ans dans le Cercle de Patinage de Remich au sud-est du Grand-duché de Luxembourg. Elle fait ses débuts au niveau international junior lors de la saison 2002/03. Elle va participer à deux reprises aux championnats du monde junior, en février/mars 2003 à Ostrava (32e) et février/mars 2004 à La Haye (18e).
Elle fait ses débuts au niveau international senior en 2004/05 et patine pendant sa carrière à huit championnats d'Europe et trois Championnats du monde senior. Ses meilleurs classements sont une 14e place européenne en 2005 à Turin et une 29e place mondiale senior en 2005 à Moscou.
Elle réussit à se qualifier aux Jeux olympiques d'hiver de 2006 à Turin où elle se classe 24e, mais échoue aux deux olympiades suivantes de 2010 à Vancouver et de 2014 à Sotchi, sans doute à cause de son arrêt des compétitions pendant trois années de 2007 à 2009. Lors des Jeux de Turin en 2006, elle est la seule sportive Luxembourgeoise qualifiée, ce qui en fait le porte-drapeau de son pays.
Fleur Maxwell a également représenté son pays à de multiples compétitions internationales de second ordre, comme le Finlandia Trophy, le Nebelhorn Trophy, le Bavarian Open, la Coupe de Nice, la Golden Spin, le NRW Trophy, la coupe Merano, l'Ukrainian Open...

## Palmarès
| Compétition/Saison            | 2003    | 2004    | 2005    | 2006    | 2007    | 2008    | 2009    | 2010    | 2011    | 2012    | 2013    | 2014    | 2015    | 2016    |
| Jeux olympiques d'hiver       |         |         |         | 24e     |         |         |         |         |         |         |         |         |         |         |
| Championnats du monde         |         |         | 29e     |         |         |         |         | 33e     |         | 37e     |         |         |         |         |
| Championnats d'Europe         |         |         | 14e     | 25e     |         |         |         | 34e     | 22e     | 25e     | 24e     | 33e     | 20e     | 18e     |
| Championnats du monde juniors | 32e     | 18e     |         |         |         |         |         |         |         |         |         |         |         |         |
|                               |         |         |         |         |         |         |         |         |         |         |         |         |         |         |
| Grand Prix ISU                | 2002/03 | 2003/04 | 2004/05 | 2005/06 | 2006/07 | 2007/08 | 2008/09 | 2009/10 | 2010/11 | 2011/12 | 2012/13 | 2013/14 | 2014/15 | 2015/16 |
| Trophée de France             |         |         |         | 10e     |         |         |         |         |         |         |         |         |         |         |
|                               |         |         |         |         |         |         |         |         |         |         |         |         |         |         |

## Galerie d'images

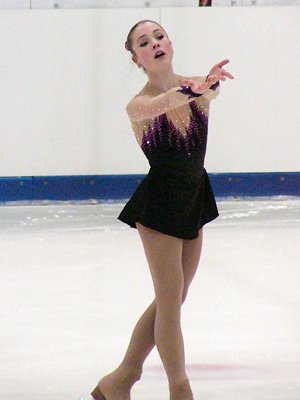
Grand-Prix junior d'Allemagne en 2004
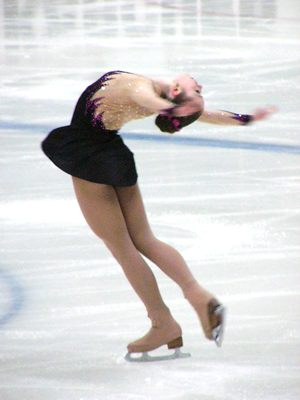
Pirouette lors du Grand-Prix junior d'Allemagne en 2004
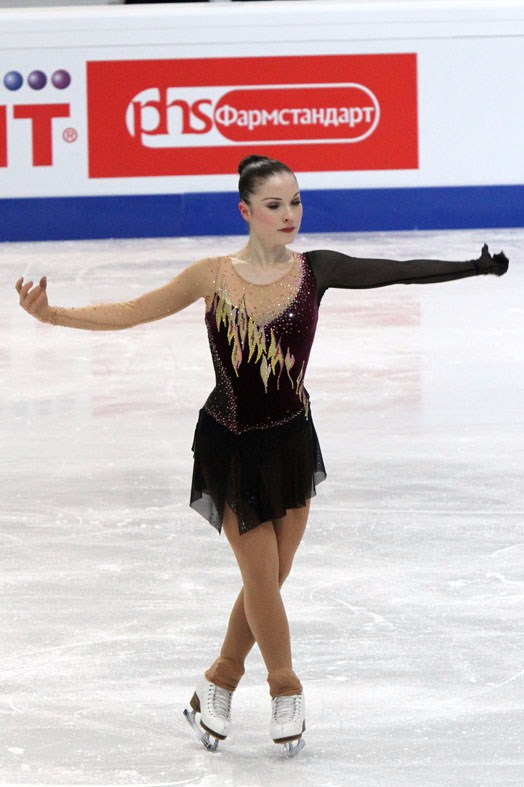
Championnats d'Europe 2011
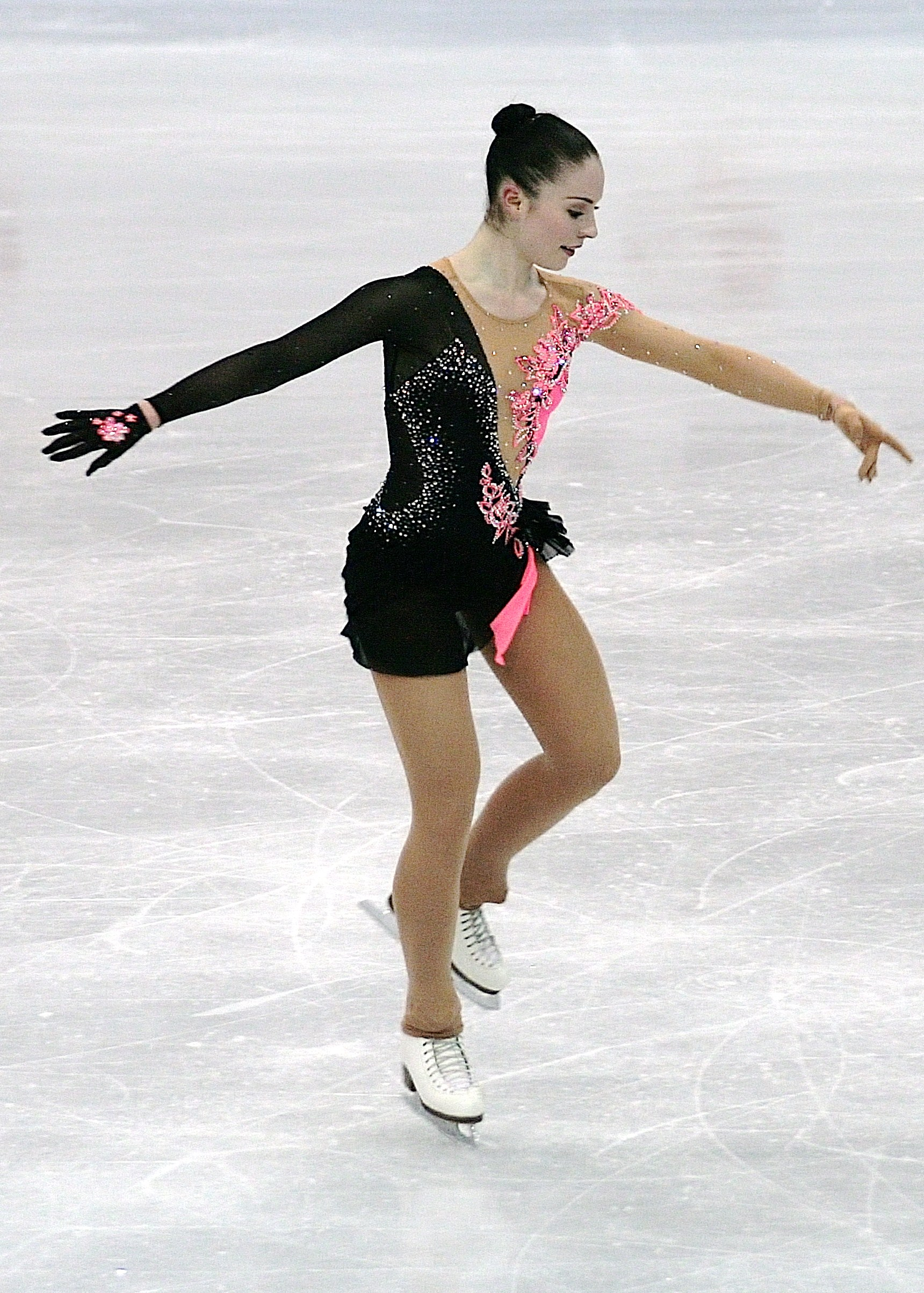
Championnats du monde 2012
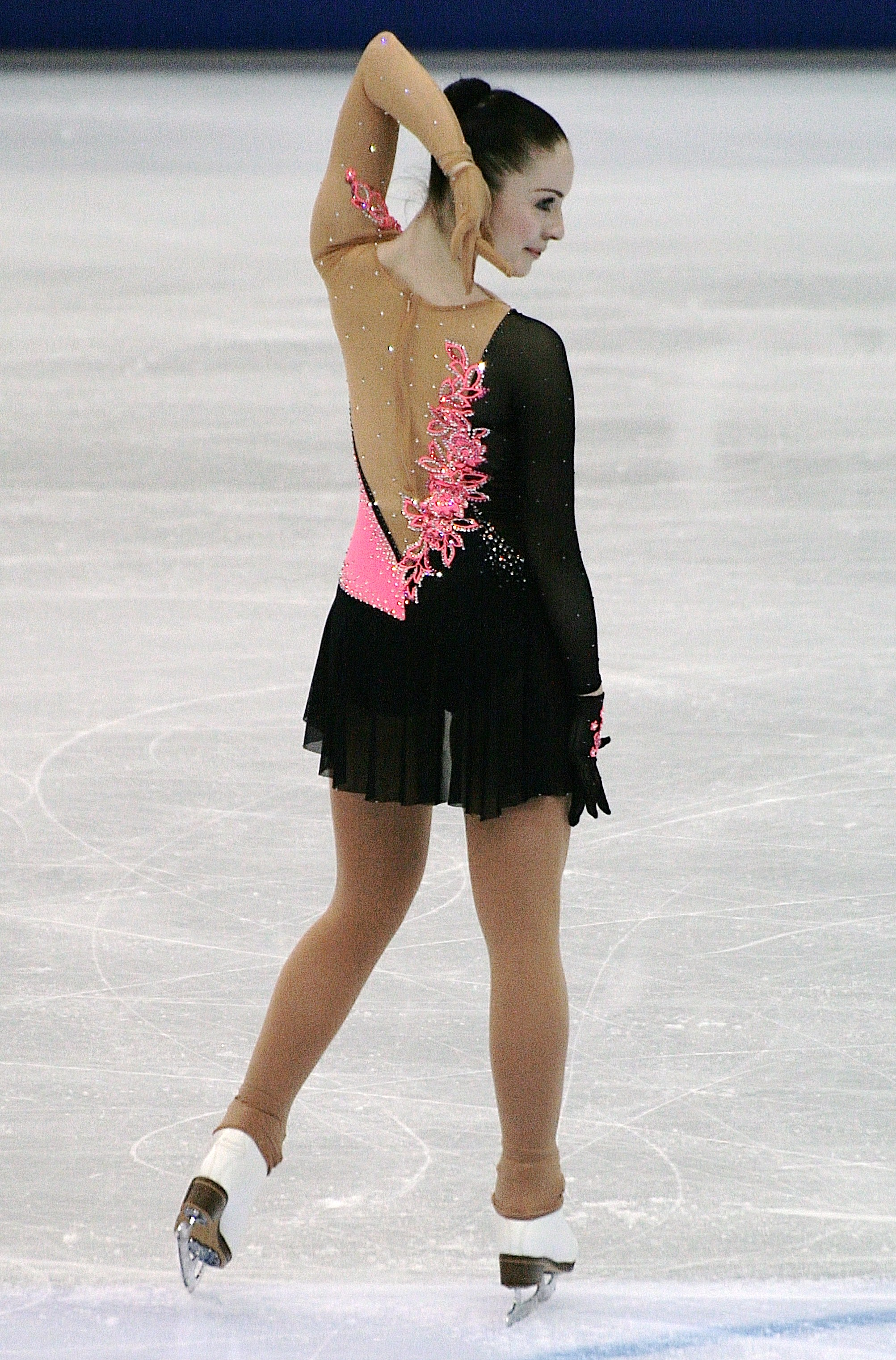
Championnats du monde 2012